# Санасар и Багдасар
Санасар и Багдасар (арм. Սանասար և Բաղդասար) или Санасар и Абамелик - в армянском эпосе «Безумцы Сасуна» братья-близнецы, зачатые матерью Цовинар от выпитых ею двух пригоршней пресной воды  из родника Катнахпюр (по более позднему варианту, они родились от двух пшеничных зёрен). От полной пригоршни родился Санасар, во всём превосходящий своего брата, от неполной (из-за того, что иссяк морской источник) — Багдасар.
Санасар и Багдасар уже в пять-шесть лет отличались богатырской силой. Багдадский халиф (вариант: ассирийский царь Сене-керим), супруг Тцовинар, хотел убить Санасара и Багдасара как незаконнорождённых (вариант: принести их в жертву своим идолам). Братья покинули дом халифа и отправились в армянские земли. Когда они пришли к морю, давшему им жизнь, Санасар бросился в море. Воды расступились перед ним, и он посуху спустился на дно морское. В подводном царстве он добыл чудесного коня Куркик Джалали, меч-молнию, чудесные доспехи. Искупавшись там в водоёме и испив ключевой воды, Санасар стал таким исполином, что Багдасар не узнал брата, когда тот вышел на сушу.
Мифологичность образа Санасара сказывается в его тесных связях с живительной плодотворной стихией — водой: он рождён от воды, чудесные доспехи и коня он получил от воды, испив воды — стал исполином.
После долгих странствий Санасар и Багдасар у истока чудесного ручья в высоких горах построили из огромных каменных глыб крепость и город Сасун (согласно народному толкованию слова — «ярость»), который заселили 40 семьями (построив для них 40 домов). Так они положили начало государству Сасун.
Санасар женился на красавице Дех-цун, дочери царя Pghindzi Qaghaq (Պղինձի Քաղաք) («медный город»), из-за которой ему пришлось воевать с вишапами и пехлеванами (богатырями). Санасар — родоначальник нескольких поколений сасунских героев, у него и Дехцун родилось три сына, среди них и Мгер Старший. Санасар также считается родоначальником армянского княжеского рода Арцруни.